# Spodnji Jakobski Dol
Spodnji Jakobski Dol – wieś w Słowenii, w gminie Pesnica. W 2018 roku liczyła 343 mieszkańców.